# Jiří Stadler
Jiří Stadler (* 9. července 1932) je bývalý český politik, v 90. letech 20. století poslanec České národní rady a Poslanecké sněmovny za Občanskou demokratickou alianci.

## Biografie
V březnu 1991 se Jiří Stadler z Kladna zmiňuje jako jednatel Kolegia pravicových stran a hnutí. V dubnu 1992 pak působil jako místopředseda koordinační rady občanských komisí ČR.
Ve volbách v roce 1992 byl zvolen do České národní rady za ODA (volební obvod Středočeský kraj). Zasedal ve výboru pro sociální politiku a zdravotnictví. Od vzniku samostatné České republiky v lednu 1993 byla ČNR transformována na Poslaneckou sněmovnu Parlamentu České republiky. V ní setrval do voleb v roce 1996.
V komunálních volbách roku 1994 a znovu v komunálních volbách roku 1998 neúspěšně kandidoval do zastupitelstva města Kladno. V roce 1994 uváděn jako člen ODA, v roce 1998 coby bezpartijní. Profesně je evidován jako důchodce.